# Qualifications des épreuves de badminton aux Jeux olympiques d'été de 2024
Cet article détaille la phase de qualification pour le badminton aux Jeux olympiques d'été de 2024.
La période de qualifications est ouverte du 1er mai 2023 au 28 avril 2024.

## Critères de qualification
Les critères de qualification pour le badminton aux Jeux de Paris sont détaillés ci-après.
Il y a 172 qualifiés avec une parfaite équité hommes / femmes, soit 86 places pour chacun.
Un comité national olympique (CNO) ne peut pas envoyer plus de 8 joueurs et plus de 8 joueuses.
En simple hommes et simple dames, les 76 places (38 pour chaque épreuve) sont attribuées à ceux ayant accumulé le plus de points durant la période de qualification. De plus, les CNO ne peuvent envoyer qu'un représentant par épreuve, sauf si l'un d'eux a deux athlètes classés avant la 17e place.
En doubles (hommes, dames et mixte), les places sont attribuées aux 16 paires ayant accumulé le plus de points durant la période de qualification. De plus, les CNO ne peuvent envoyer qu'un représentant par épreuve, sauf si l'un d'eux a deux paires qui classées avant la 9e place.
Il existe en outre des critères destinés à assurer l'universalité des Jeux. Ainsi, deux places sont attribuées à chaque continent pour les simples, et une place pour chaque épreuve double. Si les athlètes n'ont pas été sélectionnés pendant la période de qualification "aux points", ils peuvent alors être qualifiés en tant que représentants continentaux. Cependant, ils doivent être classés avant la 251e place mondiale.

## Résumé
La Chine est le pays qui a le plus d'athlètes qualifiés : elle s'engage dans les cinq catégories, avec 16 athlètes au total, soit le maximum autorisé. C'est la seule nation ayant réussi à atteindre le nombre maximum de sportifs qualifiés.
Ensuite, plusieurs pays participent dans les cinq catégories en ayant plusieurs athlètes engagés dans une même catégorie. C'est le cas de la Corée du Sud et du Japon, avec 8 badistes ou paires de badistes, et du Danemark, de la Thaïlande et de l'Indonésie avec 6 badistes ou paires de badistes.
De plus, plusieurs pays alignent 5 sportifs dans les cinq catégories proposées : la France, qui est pays hôte, mais aussi la Malaisie et l'Australie.
À cela s'ajoute de nombreux pays ayant réussi à qualifier entre 2 et 6 atlhètes, sans avoir débloqué toutes les catégories : l'Inde, le Taipei chinois, Hong Kong, les États-Unis, le Canada, l'Allemagne, la Tchéquie, Singapour, la Belgique, les Pays-Bas, le Brésil, la Bulgarie, le Vietnam et l'Espagne.
Enfin, quelques États n'ont qualifié qu'un sportif dans une catégorie, comme c'est le cas du Guatemala, de l'Irlande, de l'Angleterre, de l'Algérie, d'Israël, du Salvador, de la Finlande, de l'Azerbaïdjan, de l'Afrique du Sud, de Maurice, de la Nouvelle-Zélande, du Mexique, du Kazakhstan, du Sri Lanka, de l'Italie, du Nigeria, de l'Ecosse, de la Turquie, de Myanmar, de l'Estonie, du Pérou, de la Suisse, de l'Azerbaïdjan et de l'Ukraine.
Les pays d'Asie sont donc sur-représentés dans cette qualification olympique, avec de nombreux athlètes dans de nombreuses catégories, souvent classés parmi les 20 premiers au classement mondial. Les pays d'Europe sont aussi sur-représentés, mais de façon plus sporadique, avec peu d'athlètes mais de nombreux États. Enfin, le badminton reste moins représenté en Amériques, en Océanie et en Afrique, où les joueurs sélectionnés le sont souvent en tant que représentants continentaux.

## Répartition globale des places
| Comité national olympique (CNO) | Simples    | Simples     | Doubles   | Doubles   | Doubles   | Total joueurs |
| Comité national olympique (CNO) | Hommes     | Dames       | Hommes    | Dames     | Mixte     | Total joueurs |
| ------------------------------- | ---------- | ----------- | --------- | --------- | --------- | ------------- |
| Afrique du Sud                  |            | 1           |           |           |           | 1             |
| Algérie                         |            |             |           |           | 1         | 2             |
| Allemagne                       | 1          | 1           | 1         |           |           | 4             |
| Angleterre                      |            |             | 1         |           |           | 2             |
| Australie                       | 1          | 1           |           | 1         | 1         | 6             |
| Azerbaïdjan                     | 1          | 1           |           |           |           | 2             |
| Belgique                        | 1          | 1           |           |           |           | 2             |
| Birmanie                        |            | 1           |           |           |           | 1             |
| Brésil                          | 1          | 1           |           |           |           | 2             |
| Bulgarie                        |            | 1           |           | 1         |           | 3             |
| Canada                          | 1          | 1           | 1         |           |           | 4             |
| Chine                           | 2          | 2           | 2         | 2         | 2         | 16            |
| Corée du Sud                    | 1          | 2           | 1         | 2         | 2         | 13            |
| Danemark                        | 2          | 1           | 1         | 1         | 1         | 9             |
| Écosse                          |            | 1           |           |           |           | 1             |
| Espagne                         | 1          | 1           |           |           |           | 2             |
| Estonie                         |            | 1           |           |           |           | 1             |
| États-Unis                      |            | 1           | 1         | 1         | 1         | 7             |
| Finlande                        | 1          |             |           |           |           | 1             |
| France                          | 1          | 1           | 1         | 1         | 1         | 8             |
| Guatemala                       | 1          |             |           |           |           | 1             |
| Hong Kong                       | 1          | 1           |           | 1         | 1         | 6             |
| Inde                            | 2          | 1           | 1         | 1         |           | 7             |
| Indonésie                       | 2          | 1           | 1         | 1         | 1         | 9             |
| Irlande                         | 1          |             |           |           |           | 1             |
| Israël                          | 1          |             |           |           |           | 1             |
| Italie                          | 1          |             |           |           |           | 1             |
| Japon                           | 2          | 2           | 1         | 2         | 1         | 12            |
| Kazakhstan                      | 1          |             |           |           |           | 1             |
| Malaisie                        | 1          | 1           | 1         | 1         | 1         | 8             |
| Maurice                         | 1          | 1           |           |           |           | 2             |
| Mexique                         | 1          |             |           |           |           | 1             |
| Nigeria                         | 1          |             |           |           |           | 1             |
| Nouvelle-Zélande                | 1          |             |           |           |           | 1             |
| Pays-Bas                        | 1          |             |           |           | 1         | 3             |
| Pérou                           |            | 1           |           |           |           | 1             |
| Salvador                        | 1          |             |           |           |           | 1             |
| Singapour                       | 1          | 1           |           |           |           | 2             |
| Sri Lanka                       | 1          |             |           |           |           | 1             |
| Suisse                          |            | 1           |           |           |           | 1             |
| Taipei chinois                  | 1          | 1           | 1         |           | 1         | 6             |
| Tchéquie                        | 1          | 1           | 1         |           |           | 4             |
| Thaïlande                       | 1          | 2           | 1         | 1         | 1         | 9             |
| Turquie                         |            | 1           |           |           |           | 1             |
| Ukraine                         |            | 1           |           |           |           | 1             |
| Vietnam                         | 1          | 1           |           |           |           | 2             |
| Total : 46 CNO                  | 39 joueurs | 36 joueuses | 16 paires | 16 paires | 16 paires | 171 joueurs   |

## Qualifications par épreuves

### Simple hommes
La liste des athlètes qualifiés est diffusée par la BWF. En simple hommes, la représentation continentale a pu se faire.
| Classement aux qualifications | Rang mondial | Joueur                   | Rang national | Commentaire                                                                |
| ----------------------------- | ------------ | ------------------------ | ------------- | -------------------------------------------------------------------------- |
| 1                             | 1            | Viktor Axelsen           | 1             | Place continentale : Europe                                                |
| 2                             | 2            | Shi Yuqi                 | 2             | Place continentale : Asie                                                  |
| 3                             | 3            | Jonatan Christie         | 3             |                                                                            |
| 4                             | 4            | Anders Antonsen          | 2             |                                                                            |
| 5                             | 5            | Kōdai Naraoka            | 1             |                                                                            |
| 6                             | 6            | Li Shifeng               | 2             |                                                                            |
| 7                             | 7            | Anthony Sinisuka Ginting | 2             |                                                                            |
| 8                             | 8            | Kunlavut Vitidsarn       | 1             |                                                                            |
| 9                             | 9            | H.S. Prannoy             | 1             |                                                                            |
| 10                            | 10           | Lee Zii Jia              | 1             |                                                                            |
| 11                            | 11           | Kenta Nishimoto          | 2             |                                                                            |
| 12                            | 12           | Loh Kean Yew             | 1             |                                                                            |
| 13                            | 13           | Lakshya Sen              | 2             |                                                                            |
| 14                            | 14           | Chou Tien-chen           | 1             |                                                                            |
| 15                            | 15           | Lee Cheuk Yiu            | 1             |                                                                            |
| 16                            | 20           | Toma Junior Popov        | 1             |                                                                            |
| 17                            | 24           | Brian Yang               | 1             | Place continentale : Amériques                                             |
| 18                            | 38           | Kevin Cordón             | 1             |                                                                            |
| 19                            | 42           | Nhat Nguyen              | 1             |                                                                            |
| 20                            | 43           | Julien Carraggi          | 1             |                                                                            |
| 21                            | 45           | Marc Caljouw             | 1             |                                                                            |
| 22                            | 47           | Jeon Hyeok-jin           | 1             |                                                                            |
| 23                            | 48           | Ygor Coelho              | 1             |                                                                            |
| 24                            | 51           | Misha Zilberman          | 1             |                                                                            |
| 25                            | 54           | Jan Louda                | 1             |                                                                            |
| 26                            | 56           | Uriel Canjura            | 1             |                                                                            |
| 27                            | 57           | Kalle Koljonen           | 1             |                                                                            |
| 28                            | 58           | Ade Resky Dwicahyo       | 1             |                                                                            |
| 29                            | 67           | Luis Ramón Garrido       | 1             |                                                                            |
| 30                            | 68           | Pablo Abián              | 1             |                                                                            |
| 31                            | 69           | Dmitry Panarin           | 1             |                                                                            |
| 32                            | 72           | Viren Nettasinghe        | 1             |                                                                            |
| 33                            | 73           | Giovanni Toti (en)       | 1             |                                                                            |
| 34                            | 74           | Lê Đức Phát              | 1             |                                                                            |
| 35                            | 77           | Fabian Roth              | 1             |                                                                            |
| 36                            | 101          | Anuoluwapo Juwon Opeyori | 1             | Place continentale : Afrique Qualifié en tant que représentant continental |
| 37                            | 112          | Julien Paul              | 1             | Qualifié en tant que représentant continental                              |
| 38                            | 159          | Ricky Tang               | 1             | Place continentale : Océanie Qualifié en tant que représentant continental |
| 39                            | 198          | Edward Lau               | 1             | Qualifié en tant que représentant continental                              |

### Simple dames
La liste des athlètes qualifiés est diffusée par la BWF. En simple dames, la représentation continentale n'est pas complète, car il n'y a qu'une représentante de l'Océanie.
| Classement aux qualifications | Rang mondial | Joueuse                  | Rang national | Commentaire                                                                   |
| ----------------------------- | ------------ | ------------------------ | ------------- | ----------------------------------------------------------------------------- |
| 1                             | 1            | An Se-young              | 1             | Place continentale : Asie                                                     |
| 2                             | 2            | Chen Yufei               | 1             |                                                                               |
| 3                             | 3            | Carolina Marín           | 1             | Place continentale : Europe                                                   |
| 4                             | 4            | Akane Yamaguchi          | 1             |                                                                               |
| 5                             | 5            | Tai Tzu-ying             | 1             |                                                                               |
| 6                             | 6            | He Bingjiao              | 2             |                                                                               |
| 7                             | 9            | Gregoria Mariska Tunjung | 1             |                                                                               |
| 8                             | 10           | Beiwen Zhang             | 1             | Place continentale : Amériques                                                |
| 9                             | 11           | Aya Ohori                | 2             |                                                                               |
| 10                            | 12           | Ratchanok Intanon        | 1             |                                                                               |
| 11                            | 13           | Kim Ga-eun               | 2             |                                                                               |
| 12                            | 14           | Pusarla Venkata Sindhu   | 1             |                                                                               |
| 13                            | 16           | Supanida Katethong       | 2             |                                                                               |
| 14                            | 18           | Yeo Jia Min              | 1             |                                                                               |
| 15                            | 21           | Line Kjaersfeldt         | 1             |                                                                               |
| 16                            | 23           | Kirsty Gilmour           | 1             |                                                                               |
| 17                            | 24           | Nguyễn Thùy Linh         | 1             |                                                                               |
| 18                            | 25           | Michelle Li              | 1             |                                                                               |
| 19                            | 29           | Yvonne Li                | 1             |                                                                               |
| 20                            | 32           | Goh Jin Wei              | 1             |                                                                               |
| 21                            | 35           | Neslihan Arın            | 1             |                                                                               |
| 22                            | 43           | Thet Htar Thuzar         | 1             |                                                                               |
| 23                            | 45           | Qi Xuefei                | 1             |                                                                               |
| 24                            | 46           | Lo Sin Yan               | 1             |                                                                               |
| 25                            | 47           | Juliana Vieira           | 1             |                                                                               |
| 26                            | 49           | Lianne Tan               | 1             |                                                                               |
| 27                            | 50           | Kristin Kuuba            | 1             |                                                                               |
| 28                            | 63           | Inés Castillo            | 1             |                                                                               |
| 29                            | 65           | Tereza Švábíková         | 1             |                                                                               |
| 30                            | 69           | Jenjira Stadelmann       | 1             |                                                                               |
| 31                            | 71           | Keisha Fatimah Az Zahra  | 1             |                                                                               |
| 32                            | 74           | Polina Buhrova           | 1             |                                                                               |
| 33                            | 76           | Kaloyana Nalbantova      | 1             |                                                                               |
| 34                            | 92           | Tiffany Ho               | 1             | Place continentale : Océanie Qualifiée en tant que représentante continentale |
| 35                            | 104          | Maurice Kate Foo Kune    | 1             | Place continentale : Afrique Qualifiée en tant que représentante continentale |
| 36                            | 105          | Johanita Scholtz         | 1             | Qualifiée en tant que représentante continentale                              |

### Double hommes
La liste des athlètes qualifiés est diffusée par la BWF. En double hommes, la représentation continentale est incomplète : il n'y a pas d'athlètes d'Océanie, ni d'Afrique.
| Classement aux qualifications | Rang mondial | Joueurs                               | Rang national | Commentaire                                                                          |
| ----------------------------- | ------------ | ------------------------------------- | ------------- | ------------------------------------------------------------------------------------ |
| 1                             | 1            | Liang Weikeng Wang Chang              | 1             | Place continentale : Asie                                                            |
| 2                             | 2            | Kang Min-hyuk Seo Seung-jae           | 1             |                                                                                      |
| 3                             | 3            | Satwiksairaj Rankireddy Chirag Shetty | 1             |                                                                                      |
| 4                             | 4            | Kim Astrup Anders Skaarup Rasmussen   | 1             | Place continentale : Europe                                                          |
| 5                             | 5            | Aaron Chia Soh Wooi Yik               | 1             |                                                                                      |
| 6                             | 6            | Takuro Hoshi Yugo Kobayashi           | 1             |                                                                                      |
| 7                             | 7            | Fajar Alfian Muhammad Rian Ardianto   | 1             |                                                                                      |
| 8                             | 8            | Liu Yuchen Ou Xuanyi                  | 2             |                                                                                      |
| 9                             | 10           | Lee Yang Wang Chi-lin                 | 1             |                                                                                      |
| 10                            | 19           | Ben Lane Sean Vendy                   | 1             |                                                                                      |
| 11                            | 22           | Supak Jomkoh Kittinupong Kedren       | 1             |                                                                                      |
| 12                            | 27           | Mark Lamsfuß Marvin Seidel            | 1             |                                                                                      |
| 13                            | 34           | Adam Dong Nyl Yakura                  | 1             | Place continentale : Amériques                                                       |
| 14                            | 37           | Christo Popov Toma Junior Popov       | 1             |                                                                                      |
| 15                            | 42           | Vinson Chiu Joshua Yuan               | 1             |                                                                                      |
| 16                            | 44           | Ondřej Král Adam Mendrek              | 1             |                                                                                      |
| 17                            | 38           | Ronan Labar Lucas Corvée              | 2             | Qualification exceptionnelle à la suite de la décision du Tribunal Arbitral du Sport |

### Double dames
La liste des athlètes qualifiées est diffusée par la BWF. En double dames, la représentation continentale n'a pas eu lieu : il n'y pas de paire représentant l'Afrique.
| Classement aux qualifications | Rang mondial | Joueuses                                    | Rang national | Commentaire                                                                        |
| ----------------------------- | ------------ | ------------------------------------------- | ------------- | ---------------------------------------------------------------------------------- |
| 1                             | 1            | Chen Qingchen Jia Yifan                     | 1             | Place continentale : Asie                                                          |
| 2                             | 2            | Baek Ha-na Lee So-hee                       | 1             |                                                                                    |
| 3                             | 3            | Liu Shengshu Tan Ning                       | 2             |                                                                                    |
| 4                             | 4            | Nami Matsuyama Chiharu Shida                | 1             |                                                                                    |
| 5                             | 6            | Kim So-yeong Kong Hee-yong                  | 2             |                                                                                    |
| 6                             | 7            | Mayu Matsumoto Wakana Nagahara              | 2             |                                                                                    |
| 7                             | 9            | Apriyani Rahayu Siti Fadia Silva Ramadhanti | 1             |                                                                                    |
| 8                             | 10           | Jongkolphan Kititharakul Rawinda Prajongjai | 1             |                                                                                    |
| 9                             | 14           | Pearly Tan Thinaah Muralitharan             | 1             |                                                                                    |
| 10                            | 16           | Margot Lambert Anne Tran                    | 1             | Place continentale : Europe                                                        |
| 11                            | 19           | Gabriela Stoeva Stefani Stoeva              | 1             |                                                                                    |
| 12                            | 20           | Yeung Nga Ting Yeung Pui Lam                | 1             |                                                                                    |
| 13                            | 21           | Tanisha Crasto Ashwini Ponnappa             | 1             |                                                                                    |
| 14                            | 22           | Maiken Fruergaard Sara Thygesen             | 1             |                                                                                    |
| 15                            | 31           | Annie Xu Kerry Xu                           | 1             | Place continentale : Amériques Qualifiées en tant que représentantes continentales |
| 16                            | 32           | Setyana Mapasa Angela Yu                    | 1             | Place continentale : Océanie Qualifiées en tant que représentantes continentales   |

### Double mixte
La liste des athlètes qualifiés est diffusée par la BWF. En double mixte, la représentation continentale est effective.
| Classement aux qualifications | Rang mondial | Joueurs                                        | Rang national | Commentaire                                                                     |
| ----------------------------- | ------------ | ---------------------------------------------- | ------------- | ------------------------------------------------------------------------------- |
| 1                             | 1            | Zheng Siwei Huang Yaqiong                      | 1             | Place continentale : Asie                                                       |
| 2                             | 2            | Feng Yanzhe Huang Dongping                     | 2             |                                                                                 |
| 3                             | 3            | Yuta Watanabe Arisa Higashino                  | 1             |                                                                                 |
| 4                             | 4            | Seo Seung-jae Chae Yu-jung                     | 1             |                                                                                 |
| 5                             | 6            | Dechapol Puavaranukroh Sapsiree Taerattanachai | 1             |                                                                                 |
| 6                             | 7            | Kim Won-ho Jeong Na-eun                        | 2             |                                                                                 |
| 7                             | 8            | Tang Chun Man Tse Ying Suet                    | 1             |                                                                                 |
| 8                             | 9            | Chen Tang Jie Toh Ee Wei                       | 1             |                                                                                 |
| 9                             | 10           | Mathias Christiansen Aexandra Bøje             | 1             | Place continentale : Europe                                                     |
| 10                            | 11           | Thom Gicquel Delphine Delrue                   | 1             |                                                                                 |
| 11                            | 13           | Ye Hong-wei Lee Chia-hsin                      | 1             |                                                                                 |
| 12                            | 14           | Robin Tabeling Selena Piek                     | 1             |                                                                                 |
| 13                            | 15           | Rinov Rivaldy Pitha Haningtyas Mentari         | 1             |                                                                                 |
| 14                            | 29           | Vinson Chiu Jennie Gai                         | 1             | Place continentale : Amériques Qualifiés en tant que représentants continentaux |
| 15                            | 44           | Kenneth Zhe Hooi Choo Gronya Somerville        | 1             | Place continentale : Océanie Qualifiés en tant que représentants continentaux   |
| 16                            | 47           | Koceila Mammeri Tanina Mammeri                 | 1             | Place continentale : Afrique Qualifiés en tant que représentants continentaux   |